# سو (يونكس)
su (اختصار substitute user -استبدل المستخدم) أمر يونكس يستخدم لتشغيل قشرة مستخدم آخر بدون تسجيل الخروج. يستخدم عادة للتبديل إلى صلاحية الجذر للأعمال الإدارية بدون الحاجة إلى تسجيل الخروج وإعادة تسجيل الدخول؛ ويستخدم أيضًا للتبديل بين المستخدمين على نفس المنوال. لبيئات سطح المكتب مثل كدي وجنوم برنامج تستعلم عن كلمة السر قبل السماح للمستخدم بتشغيل أوامر تتطلب عادة مثل هذه الصلاحية.
عندما يُستعمل بدون مستخدم، يفترض النظام أن المستخدم يريد الجذر (مكافئة لsu root).

## الاستخدام
عند التشغيل من سطر أوامر يطلب su كلمة سر المستخدم الهدف، إذا قُبلت كلمة السر، يتاح للمستخدم الوصول الكامل إلى برامج وملفات المستخدم.
```
ahmad@localhost:~$ su
Password:
root@localhost:/home/ahmad# exit
logout
ahmad@localhost:~$

```

في المقابل، يمكن التحويل إلى مستخدم آخر ولو لم يكن جذرًا (su mohammad مثلا).
```
ahmad@localhost:~$ su mohammad
Password:
mohammad@localhost:/home/ahmad$ exit
logout
ahmad@localhost:~$

```